# Gare du Chénay-Gagny
Ne doit pas être confondu avec Gare de Gagny.
La gare du Chénay-Gagny est une gare ferroviaire française de la ligne de Paris-Est à Strasbourg-Ville, située dans le quartier du Chénay, sur le territoire de la commune de Gagny, dans le département de la Seine-Saint-Denis, en région Île-de-France.
C'est une gare de la Société nationale des chemins de fer français (SNCF), desservie par les trains de la ligne E du RER.

## Situation ferroviaire
Établie à 58 mètres d'altitude, la gare du Chénay-Gagny est située au point kilométrique (PK) 16,260 de la ligne de Paris-Est à Strasbourg-Ville (ligne de Noisy-le-Sec à Strasbourg-Ville), entre les gares de Gagny et Chelles - Gournay.

## Histoire
La gare tient son nom d'un ancien propriétaire du domaine, Canus ou Kanus, puis Chenay et Chesnay, et enfin Chénay. Elle a deux sorties : une « Place Tavarnelle » et une « Rue du Chemin de Fer ». Aujourd'hui, le quartier où se trouve cette gare porte le même nom.
En 1999, elle devient une gare de la ligne E du RER d'Île-de-France.
En 2023, selon les estimations de la SNCF, la fréquentation annuelle de la gare est de 2 956 969 voyageurs.

## Service des voyageurs

### Accueil
Gare Transilien, elle dispose d'un bâtiment voyageurs, avec guichet, ouvert tous les jours. Elle est notamment équipée, d'automates pour l'achat de titres de transport Transilien et d'un système d'information en temps réel. Elle dispose d'aménagements et équipements pour les personnes à la mobilité réduite : ascenseurs, guichet adapté, bandes d'éveil de vigilance sur les quais, de bouches magnétiques et d'un dispositif de contrôle des billets plus large.

### Accès
La gare comporte deux accès :
- l'accès « Rue du Chemin de Fer » ;
- l'accès « Place Tavernelle ».

Accès à la gare
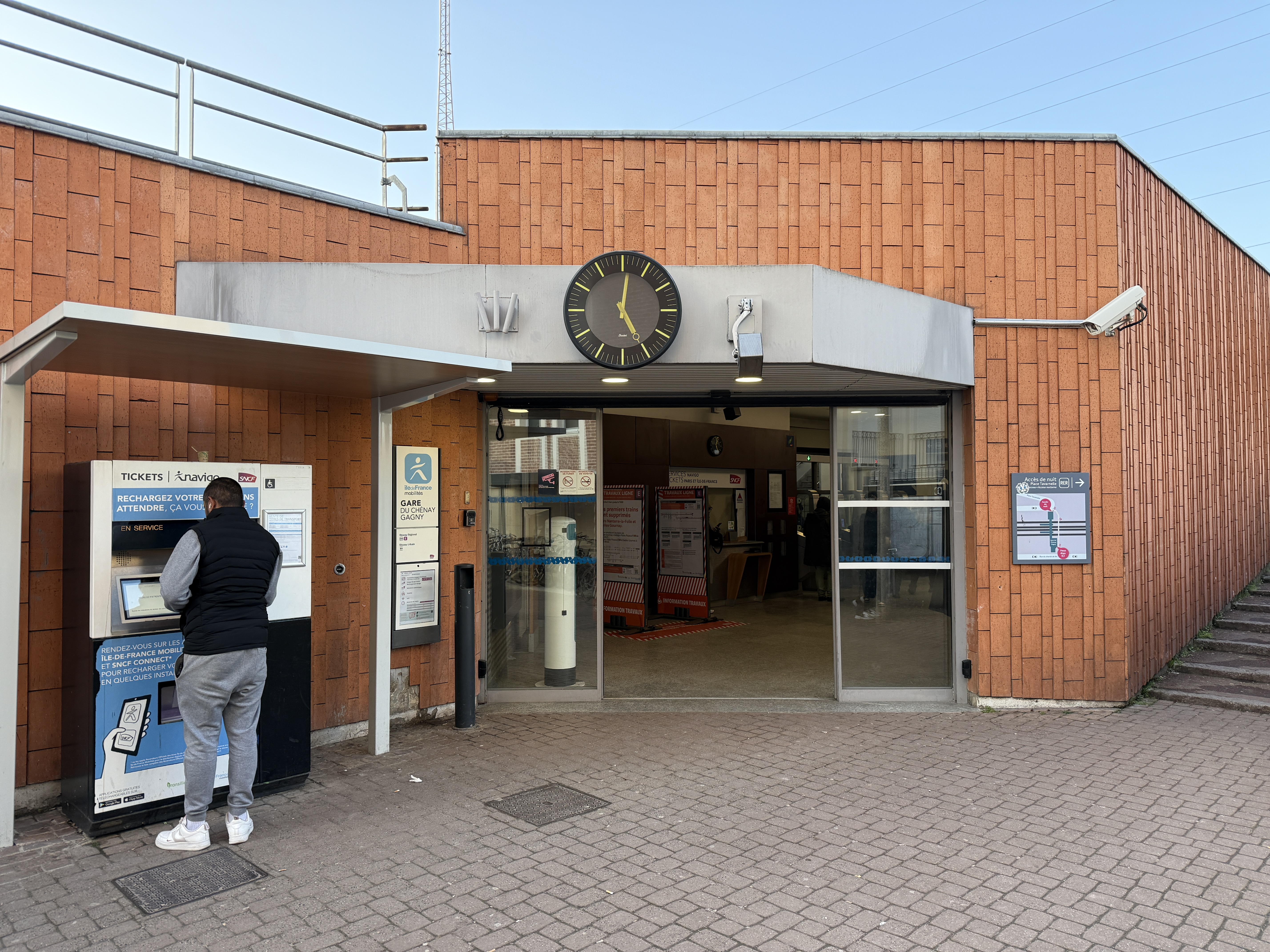
L'accès « Rue du Chemin de Fer ».
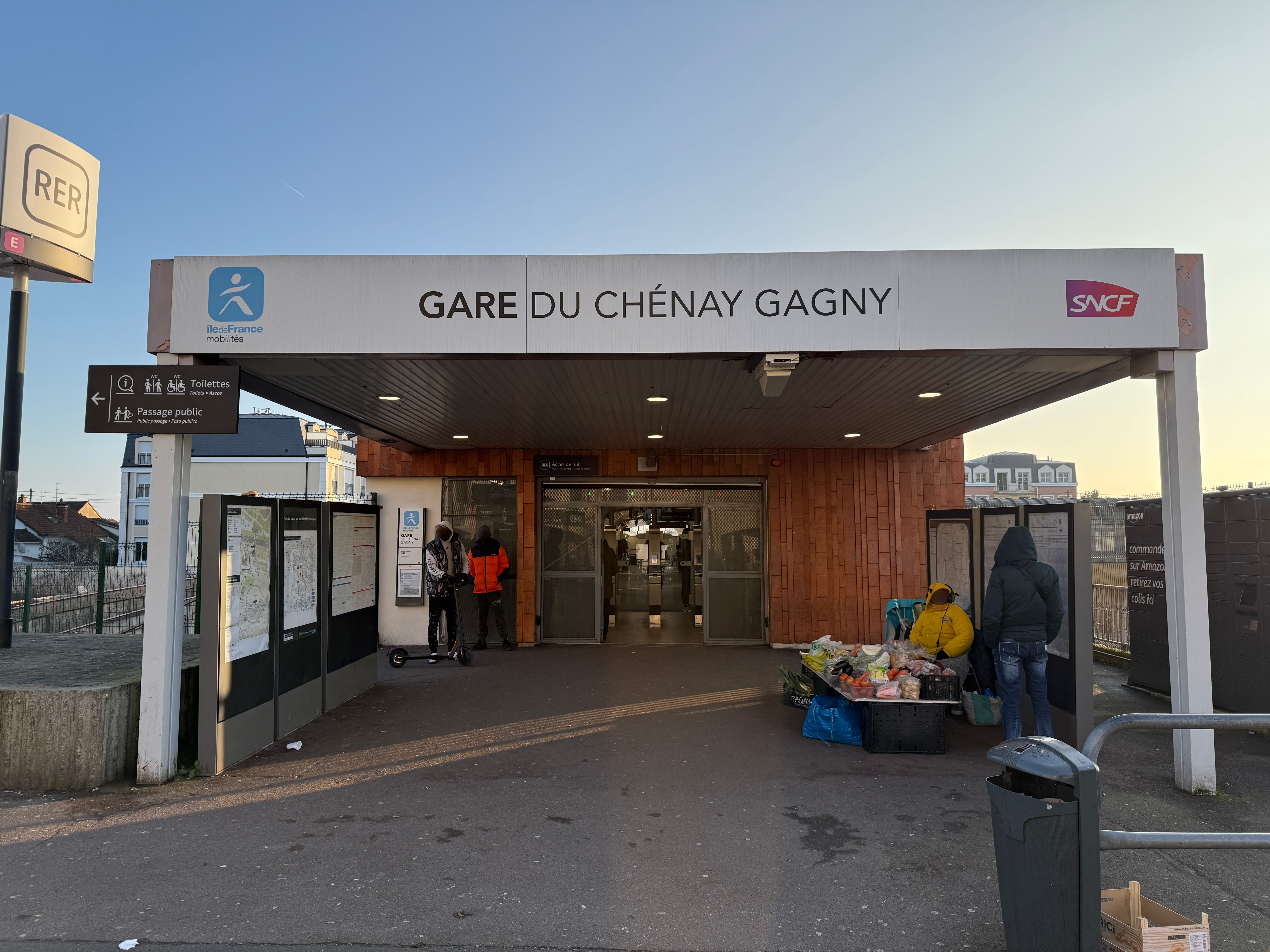
L'accès « Place Tavernelle ».

### Desserte
Le Chénay-Gagny est desservie par les trains de la ligne E du RER parcourant la branche E2 entre les gares d'Haussmann - Saint-Lazare et de Chelles - Gournay. Elle est desservie dans chaque sens par quatre à huit trains par heure.

### Intermodalité
Un parc pour les vélos et un parking (de 100 à 200 places) y sont aménagés.
La gare est desservie par la ligne 214 et 221 (à distance) du réseau de bus RATP, par les lignes 643 et 701 du réseau de bus Marne et Brie et, la nuit, par la ligne N23 du réseau Noctilien.

Les installations de la gare
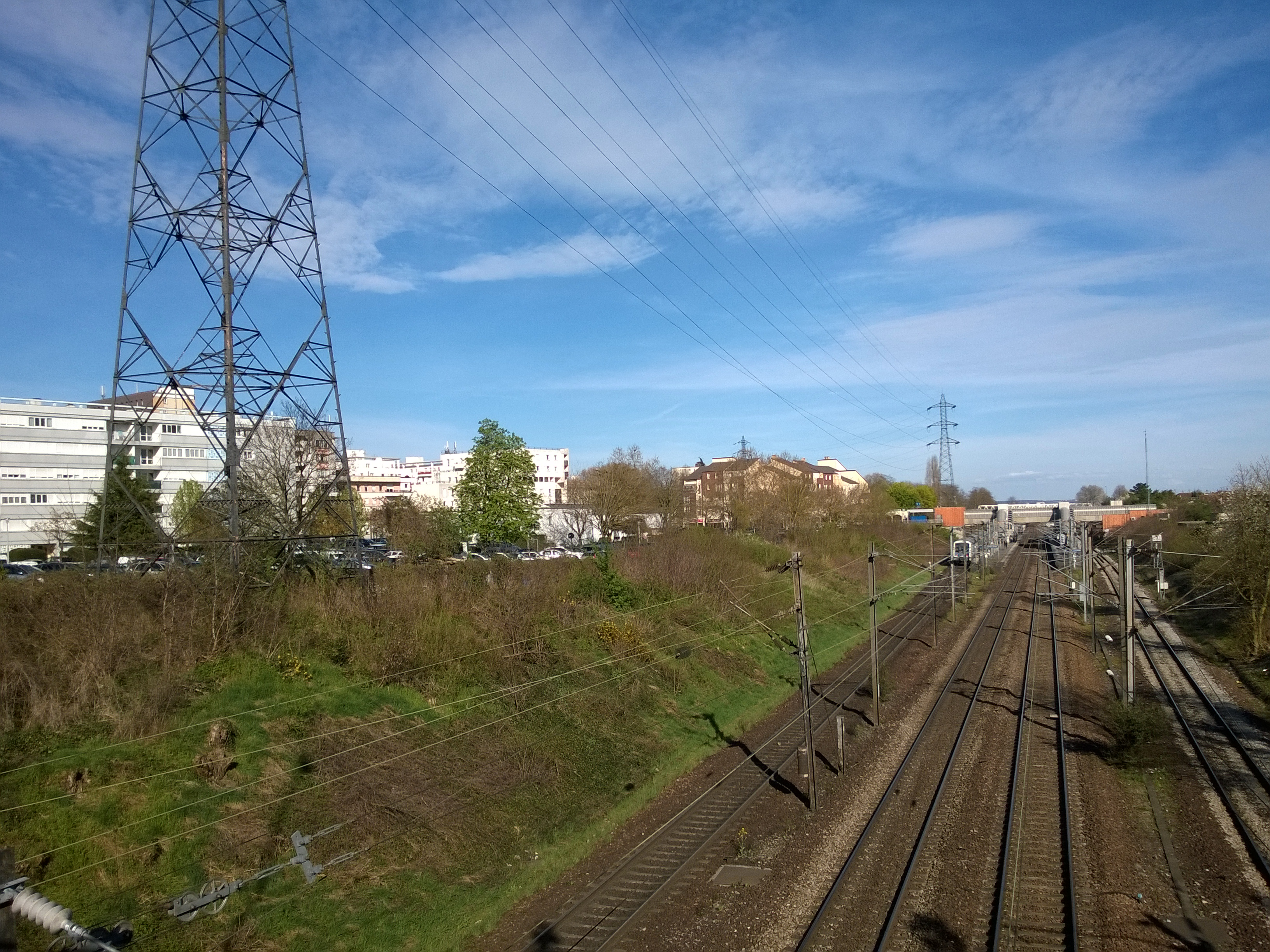
Vue d'ensemble.
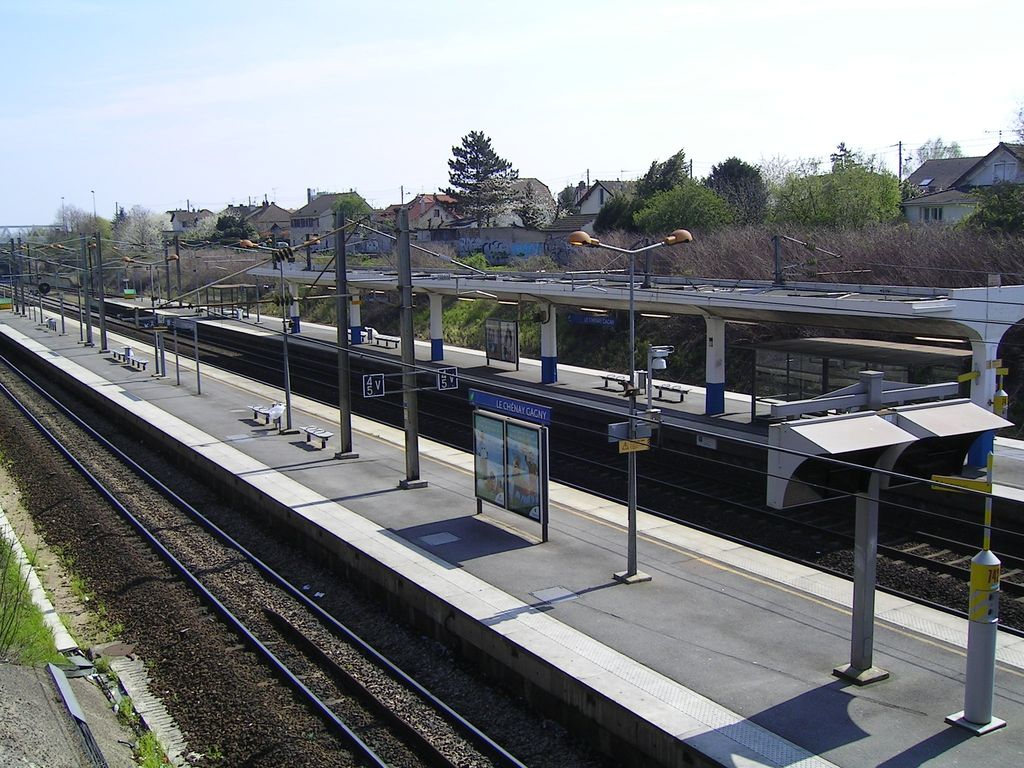
Quais et voies.
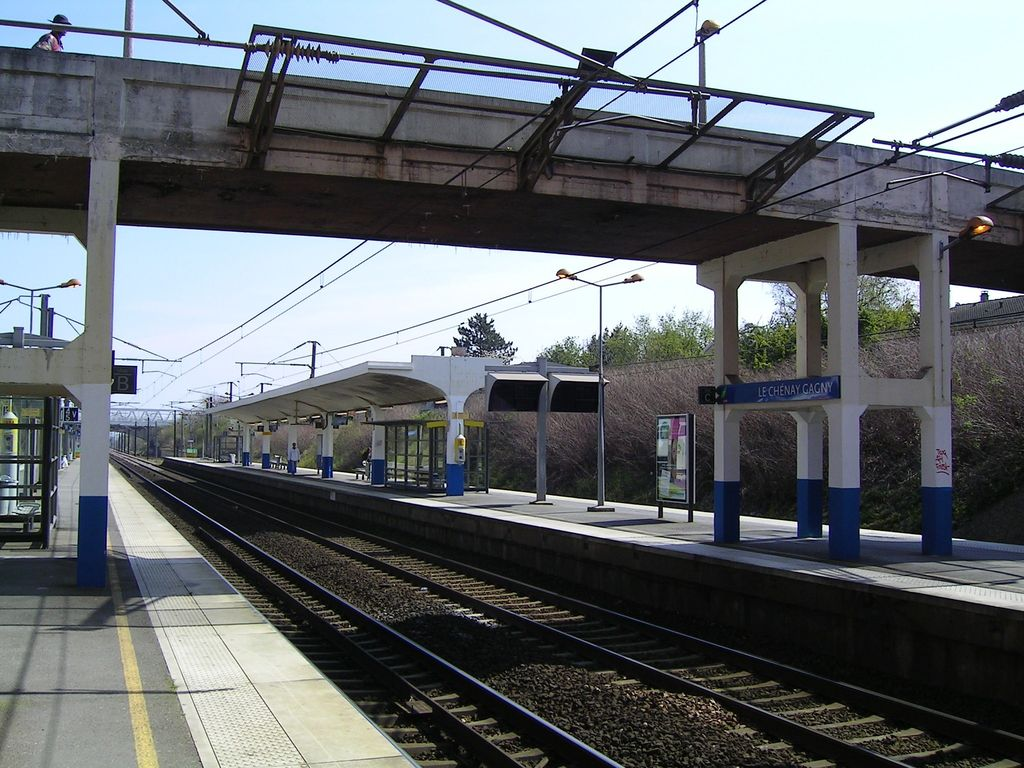
Passerelle et quais.
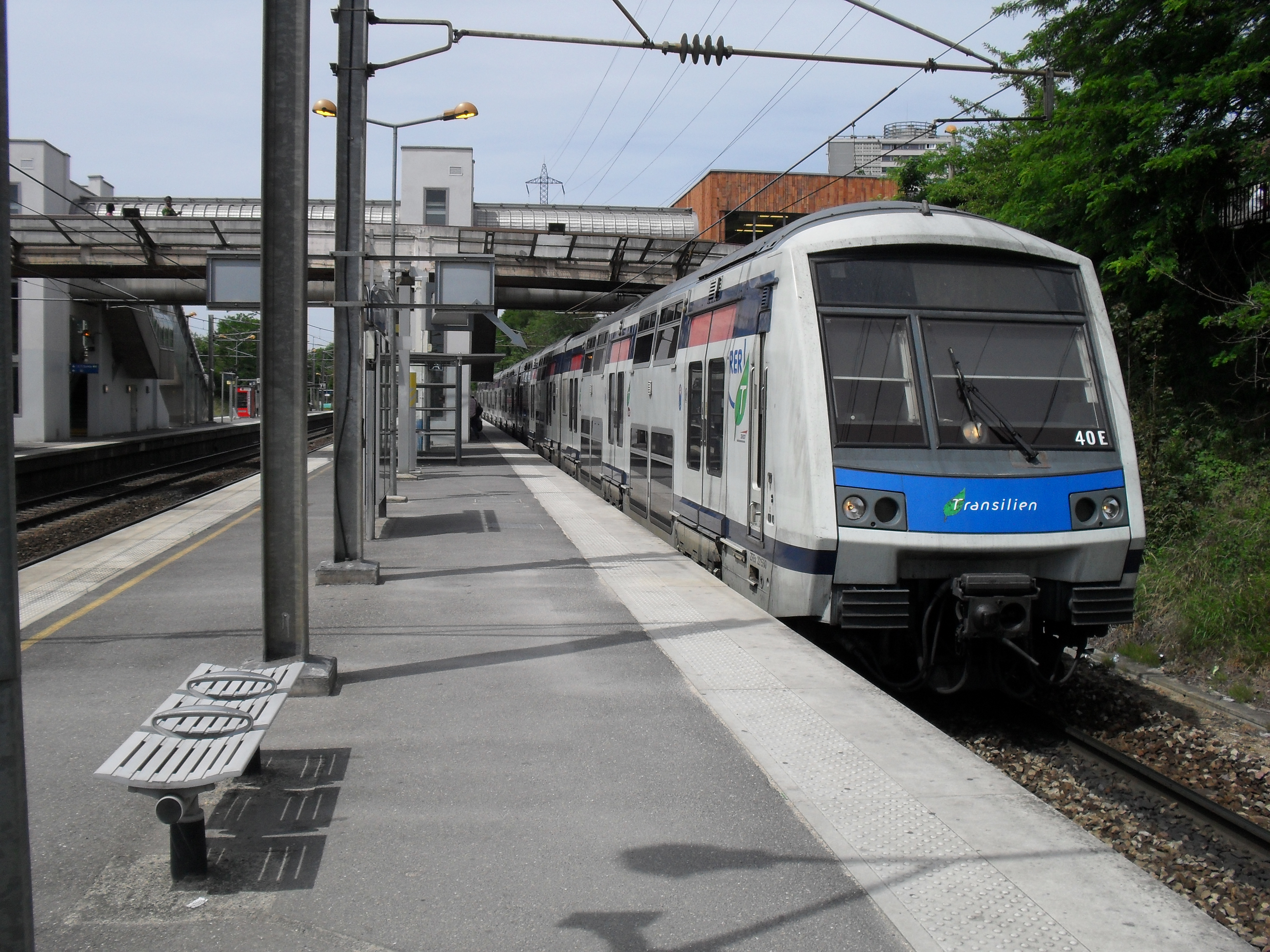
Desserte par une Z 22500.